# Kameron Taylor (actor)
Kameron Taylor (Albuquerque, Nuevo México; 7 de enero de 1998) es un actor pornográfico estadounidense. En 2020 renunció a la industria del entretenimiento para adultos como mujer transgénero, en la que había hecho carrera apareciendo con el nombre de Chanel Santini, después de someterse a una mamoplastia de reducción de sus senos y reorientar su transición hormonal.

## Biografía
Nació en Albuquerque, en el estado de Nuevo México, en una familia de ascendencia mexicana. Tras acabar el instituto, dos semanas después de cumplir los 18 años, se trasladó a Las Vegas (Nevada), donde buscó fortuna trabajando en diversos sitios hasta llegar a ser modelo erótica, ya iniciado el proceso hormonal para convertirse en Chanel.
A través de un contacto, en la AVN Adult Entertainment Expo de 2016 conoció a un productor del estudio Grooby Productions, interesado en que Chanel Santini hiciera una escena, entrando así en la industria pornográfica a los 18 años de edad.
Su apellido artístico rinde homenaje al personaje de Megan Fox en la película Confessions of a Teenage Drama Queen.
Desde su entrada en la industria, ha actuado para productoras del sector como Pure TS, Evil Angel, Mile High, CX WOW, Gender X, Transsensual, Rodnievision, Exquisite, Pure Media, Devil's Film, Trans Angels, Kink.com o Trans500, entre otras.
Además de todo ello destacó por ser la adaptación transexual de Wonder Woman en la parodia pornográfica homónima.
En 2018, en su primera aparición en el circuito de premios importantes de la industria, se alzó ganadora del XBIZ a la Artista transexual del año. Así mismo, recibió tres nominaciones en los Premios AVN a Artista transexual del año y dos a Mejor escena de sexo transexual por las películas Buck Angel Superstar y Transsexual Girlfriend Experience 4.
En 2019 consiguió pleno en los Premios AVN y XBIZ al alzarse en ambos con el premio a la Artista transexual del año.
Algunos de sus trabajos destacados de su filmografía son Amateur Transexuals 5, Bang My Tranny Ass 14, My Transsexual Stepsister, T.S. Hookers 2, T.S. I Love You, TGirls Porn 2, The Trans X-Perience 5, Trans-Visions 10, Transsexual Addiction, Transsexual Sexcapades 7, TS Factor 10 o TS Forbidden Love.
A comienzos de 2020 renunció a continuar en la industria pornográfica como Chanel Santini y apartándose de la etiqueta de "actriz transexual", reinvirtiendo el proceso hormonal que había iniciado y sometiéndose a una mamoplastia reductora de los pechos para quitarse los implantes que llevaba. Como explicaría más adelante en su cuenta personal de Instagram:

"Tras tener un gran éxito en la industria [...] me di cuenta de que la transición ya no me hacía feliz. Así que hace aproximadamente un año decidí dejar de seguirla. Esto es probablemente lo más difícil que he hecho en mi vida. Volver a mi género original fue mucho más difícil que hacer la transición a Chanel. Mucha gente pregunta "¿por qué?" "¿Por qué iba a renunciar a todo?" Y la respuesta simple, no estaba feliz como Chanel. Me siento mejor persona como Cameron. Puede ser confuso para algunas personas y no se preocupen, también me confundió a mí durante mucho tiempo. A medida que pasan los días y vivo mi vida como Cameron, me siento más vivo, más confiado y más feliz".

Como Chanel Santini llegó a rodar más de 280 películas.

## Premios y nominaciones
| Año  | Ceremonia                  | Resultado | Premio                                   | Trabajo                             |
| ---- | -------------------------- | --------- | ---------------------------------------- | ----------------------------------- |
| 2017 | Transgender Erotic Awards  | Ganadora  | Mejor actriz transexual debutante        | —                                   |
| 2018 | Premios AVN                | Nominada  | Artista transexual del año               | —                                   |
| 2018 | Premios AVN                | Nominada  | Mejor escena de sexo transexual          | Buck Angel Superstar                |
| 2018 | Premios AVN                | Nominada  | Mejor escena de sexo transexual          | Transsexual Girlfriend Experience 4 |
| 2018 | Premios AVN                | Ganadora  | Premio fan: Artista transexual favorita  | —                                   |
| 2018 | Premios XBIZ               | Ganadora  | Artista transexual del año               | —                                   |
| 2018 | Premios XCritic            | Nominada  | Artista transexual del año               | —                                   |
| 2019 | Premios AVN                | Ganadora  | Artista transexual del año               | —                                   |
| 2019 | Premios AVN                | Nominada  | Mejor escena de sexo transexual          | I Am Angela                         |
| 2019 | Premios AVN                | Ganadora  | Premio fan: Mejor artista transexual     | —                                   |
| 2019 | Premios XBIZ               | Ganadora  | Artista transexual del año               | —                                   |
| 2019 | Premios XRCO               | Nominada  | Artista transexual del año               | —                                   |
| 2019 | Transgender Erotica Awards | Nominada  | Best Hardcore Model                      | —                                   |
| 2019 | Transgender Erotica Awards | Nominada  | Mejor escena chico-chica                 | Control Her                         |
| 2019 | Transgender Erotica Awards | Nominada  | Mejor escena chica-chica                 | Control Her                         |
| 2019 | Transgender Erotica Awards | Ganadora  | Transcendence Award                      | —                                   |
| 2020 | Premios AVN                | Nominada  | Artista transexual del año               | —                                   |
| 2020 | Premios AVN                | Nominada  | Mejor escena de sexo con transexual      | Trans-Visions 15                    |
| 2020 | Premios AVN                | Ganadora  | Mejor escena de sexo transexual en grupo | Chanel Santini: TS Superstar        |
| 2020 | Premios XBIZ               | Nominada  | Artista transexual del año               | —                                   |
| 2021 | Premios XBIZ               | Nominada  | Artista transexual del año               | —                                   |
| 2021 | Premios XBIZ               | Ganadora  | Mejor escena de sexo transexual          | Trans-Active                        |